# Кристиан Басогог
Кристиан Муганг Басогог (на френски: Christian Mougang Bassogog) е камерунски футболист, полузащитник, който играе за Ал-Охдод.

## Кариера
Басогог започва кариерата си в родния си Камерун с втородивизионния Рейнбоу, преминавайки през футболната школа.
На 29 април 2015 г. Басогог се присъединява към клуба на американската Обединена футболна лига Уилмингтън Хамърхедс. Там изиграва 16 мача и прави две асистенции, преди да се премести в датския клуб Олбор. На 28 август той подписва четиригодишен договор с новия си клуб.
На 11 февруари 2016 г. в зимната пауза на Датската Суперлига, Басогог е избран да играе като нападател в приятелски мач срещу Сиони Болнис от Грузия. Той вкарва два гола в мача и бившият треньор Ларс Сундъргард говори след това, че в бъдеще Басогог може да се използва на предната позиция, вместо на крилото.
На 29 февруари 2016 г. дебютира в Датската Суперлига срещу ФК Митюлан. Той влиза на терена за последните 10 минути.
След поредица от впечатляващи изяви за Камерун на Купа на африканските нации 2017, спортният директор на Олбор Алан Гарде коментира, че Басогог е бил обект на множество запитвания в трансферния прозорец на 2017 г. На 19 февруари 2017 г. Олбор официално обявява продажбата на Басогог за 45 милиона датски крони (около 5 милиона паунда), към китайския Хенан. Това е рекорден трансфер за Олбор, който надминава този на Йеспер Грьонкяер, когато той подписва с холандския клуб Аякс Амстердам за £3,5 милиона през октомври 1997 г.

## Отличия

### Отборни
Шанхай Шънхуа
- Купа на Китайската ФА: 2023

### Международни
Камерун
- Купа на африканските нации: 2017

### Индивидуални
- Най-добър играч на Купата на африканските нации: 2017
- Част от 11-те на турнира: 2017
- MVP на Купата на африканските нации 2017[5][6]